# 1315 Bronislawa
1315 Bronislawa је астероид са пречником од приближно 63,50 .
Афел астероида је на удаљености од 3,457 астрономских јединица (АЈ) од Сунца, а перихел на 2,953 АЈ.
Ексцентрицитет орбите износи 0,078, инклинација (нагиб) орбите у односу на раван еклиптике 7,071 степени, а орбитални период износи 2096,143 дана (5,738 година).
Апсолутна магнитуда астероида је 9,80 а геометријски албедо 0,052.
Астероид је откривен 16. септембра 1933. године.